# تاريخ جوجل

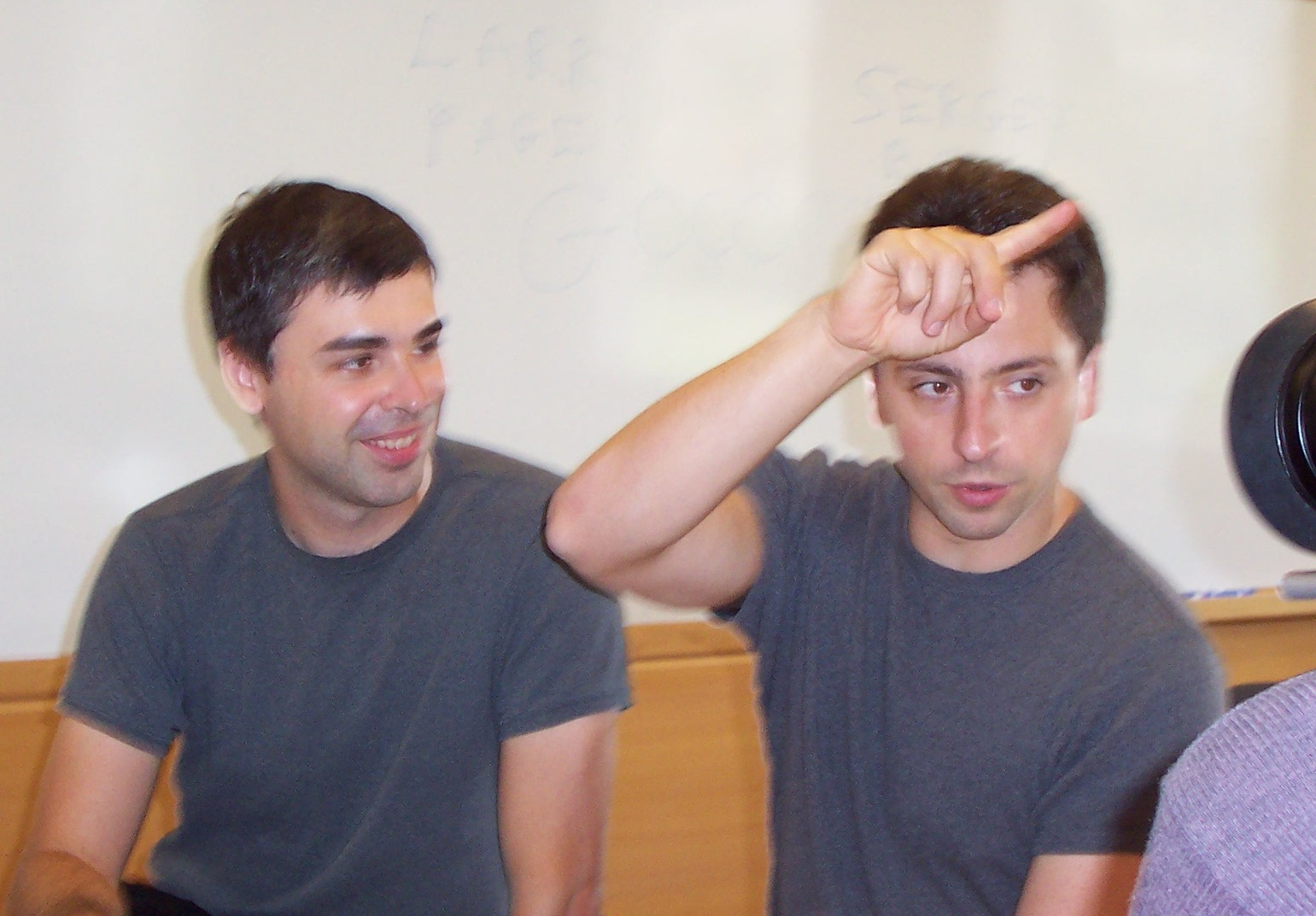
لاري بيدج وسيرجي برين في عام 2003

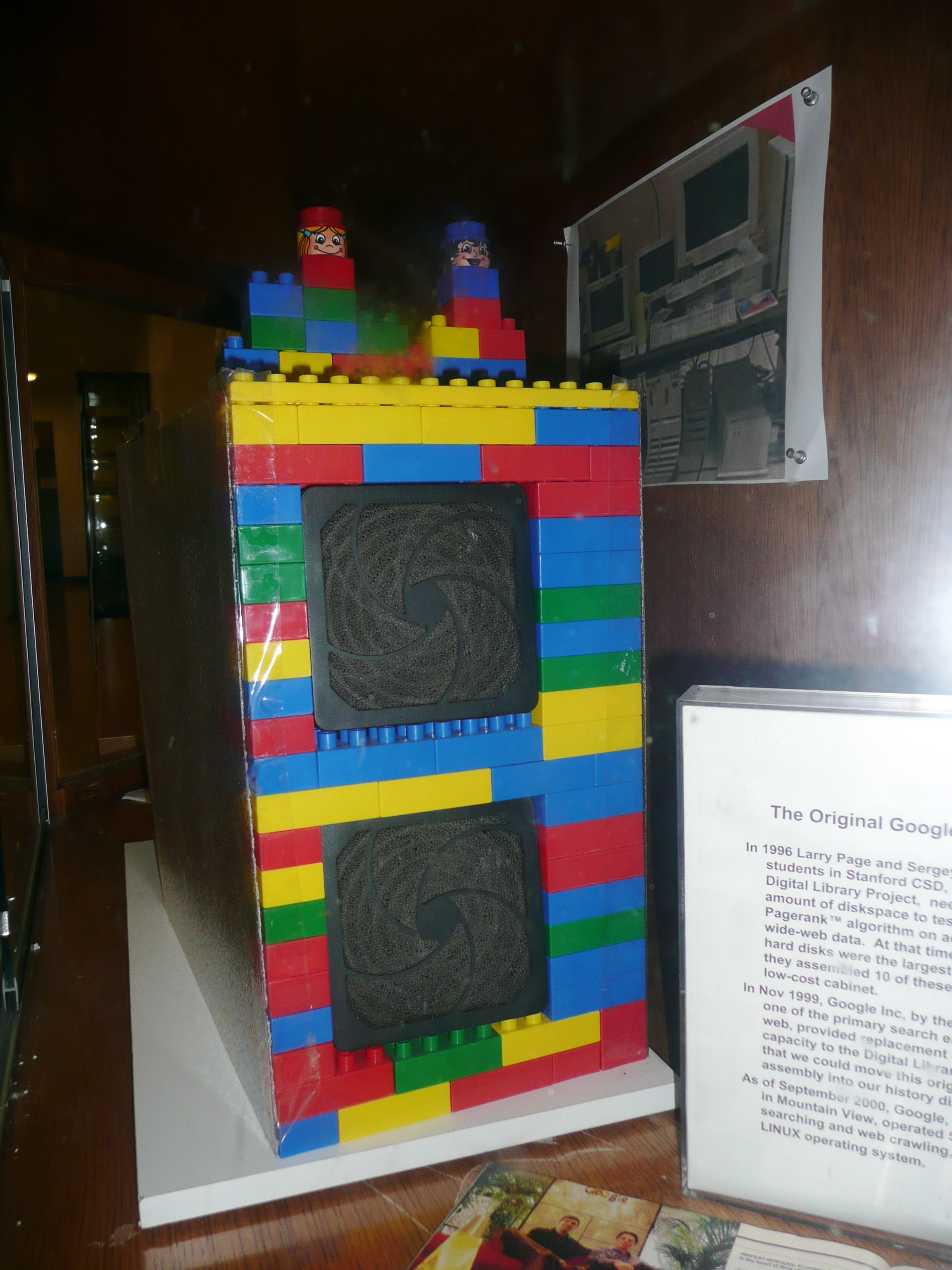
كان أول كمبيوتر غوغل في ستانفورد في حاويات مخصصة مصنوعة من قطع الليغو.

بدأت جوجل عام 1996 كمشروعٍ بحثي من قبل لاري بايج وسيرجي برين الطالبان في جامعة ستانفورد.
بحثا عن موضوع أطروحة وكانت الصفحة تدرس من بين أمور أخرى استكشاف الخصائص الرياضية للشبكة العالمية وفهم هيكل الارتباط كرسم بياني ضخم. وقد شجعه مشرفه تيري وينوغراد على اختيار هذه الفكرة (التي وصفتها الصفحة لاحقا بأنها «أفضل نصيحة حصلت عليها» ) وركزت الصفحة على مشكلة معرفة صفحات الويب التي ترتبط بصفحة معينة استنادا إلى النظر في أن عدد وطبيعة هذه الروابط الخلفية كانت معلومات قيمة عن تلك الصفحة (مع دور الاستشهادات في النشر الأكاديمي في الاعتبار).
في مشروعه البحثي الملقب ب «باكروب» انضمت الصفحة بواسطة برين الذي كان مدعوما من قبل مؤسسة العلوم الوطنية الزمالات (NSF-GRFP). وكان برين بالفعل صديقا مقربا حيث التقت الصفحة لأول مرة في صيف عام 1995 عندما كانت الصفحة جزءا من مجموعة من الطلاب الجدد المحتملين وتطوع برين لتظهر في جميع أنحاء الحرم الجامعي. كان كل من برين وبادج تعملان على مشروع مكتبة ستانفورد الرقمية (SDLP). وكان الهدف من هذا البرنامج هو «تطوير التكنولوجيات التمكينية لمكتبة رقمية واحدة متكاملة ومتكاملة» وتم تمويله من خلال المؤسسة الوطنية للعلوم، من بين وكالات اتحادية أخرى.
بدأ زاحف الويب في الصفحة استكشاف الويب في آذار (مارس) 1996 حيث كانت صفحة ستانفورد الرئيسية في الصفحة بمثابة نقطة البداية الوحيدة. ولتحويل بيانات الوصلة الخلفية التي جمعها لصفحة ويب معينة إلى مقياس من الأهمية، طور برين وصفحته خوارزمية ترتيب الصفحات. في حين أن تحليل الناتج باكروب والتي لعنوان معين تتألف من قائمة من الروابط الخلفية المرتبة حسب الأهمية - أدرك الزوج أن محرك البحث على أساس ترتيب الصفحات من شأنه أن يحقق نتائج أفضل من التقنيات الموجودة (محركات البحث الموجودة في ذلك الوقت في المرتبة أساسا النتائج وفقا إلى عدد المرات التي ظهرت فيها عبارة البحث على صفحة).
واقتناعا منه بأن الصفحات ذات الروابط الأكثر ارتباطا بها من صفحات ويب أخرى ذات صلة وثيقة بالموضوع يجب أن تكون الصفحات الأكثر صلة بالموضوع المرتبطة بالبحث فقد أجرت الصفحة وبرين اختبارا لأطروحتهما كجزء من دراستهما ووضعت الأساس لمحرك البحث الخاص بهما:

بعض الإحصاءات الخام (من 29 أغسطس 1996) إجمالي عناوين لغة ترميز النص الفائق urls القابلة للفهرسة: 75.2306 مليون إجمالي تنزيلات المحتوى: 207.022 غيغابايت

...
ويكتب باكروب في جافا وبيثون ويعمل على العديد من أولتراس صن وإنتيل بنتيوم تشغيل لينكس ويتم الاحتفاظ قاعدة البيانات الأولية على الشمس الترا الثاني مع 28GB من القرص وقد قدم سكوت حسن وآلان ستيرمبرغ قدرا كبيرا من المساعدة الموهوبة جدا في التنفيذ وكان سيرجي برين أيضا مشاركة جدا ويستحق الكثير من الشكر.
صفحة لارى 

## أواخر التسعينات
في الأصل استخدم محرك البحث موقع ستانفورد على الويب مع النطاق google.stanford.edu وتم تسجيل النطاق google.com في 15 سبتمبر 1997 وقد قاموا رسميا بتأسيس شركتهم جوجل في 4 سبتمبر 1998 في مرآب اصدقائه سوزان وجسيكي في مينلو بارك كاليفورنيا.
كان كل من برين وبادج يعارضان استخدام النوافذ المنبثقة الإعلانية في محرك البحث أو نموذج «محركات البحث الممولة من الإعلانات» وكتبوا ورقة بحثية في عام 1998 حول هذا الموضوع في حين لا يزال الطلاب غيروا عقولهم في وقت مبكر وسمحوا بإعلانات نصية بسيطة.
وبحلول نهاية عام 1998 كان لدى غوغل فهرس بنحو 60 مليون صفحة. كانت الصفحة الرئيسية لا تزال تحمل علامة «بيتا»، ولكن مقالة في Salon.com تقول بالفعل أن نتائج بحث غوغل كانت أفضل من تلك التي حققها المنافسون مثل هوتبوت أو Excite.com، وأثنى عليها لكونها أكثر ابتكارا من الناحية التكنولوجية من مواقع البوابة المفرطة (مثل ياهو !، Excite.com، ليكوس، نيتسكيب نيتسنتر، AOL.com، Go.com وMSN.com) التي كانت في ذلك الوقت خلال فقاعة دوت كوم المتنامية وينظر إليها على أنها «مستقبل الويب» ولا سيما من جانب المستثمرين في سوق الأوراق المالية.
في مارس 1999، انتقلت الشركة إلى مكاتب في 165 شارع الجامعة في بالو ألتو وموطن لعدة شركات التكنولوجيا السيليكون وأشار إلى وادي أخرى. وبعد أن قامت الشركة بسرعة بتطوير موقعين آخرين واستأجرت مجموعة من المباني في ماونتن فيو في 1600 Amphitheatre Parkway من سيليكون غرافيكس (SGI) في عام 2003. ظلت الشركة في هذا الموقع منذ ذلك الحين، وأصبح منذ ذلك الحين والمعروف باسم جوجل بليكس وفي عام 2006 اشترت جوجل العقار من سغي مقابل 319 مليون دولار أمريكي.

## عقد 2000
اجتذب محرك بحث غوغل متابعة موالية بين العدد المتزايد من مستخدمي الإنترنت الذين يحبون تصميمه البسيط. وفي عام 2000 بدأت غوغل بيع الإعلانات المرتبطة بالكلمات الرئيسية للبحث. وكانت الإعلانات مستندة إلى نص للحفاظ على تصميم الصفحة غير المرتب وزيادة سرعة تحميل الصفحات إلى أقصى حد. تم بيع الكلمات الرئيسية بناء على عرض سعر وعرض نقرات، حيث يبدأ عرض السعر بسعر 0. 05 دولار أمريكي (أو ما يعادله بالعملة المحلية) لكل نقرة. كان هذا النموذج من بيع الإعلانات بالكلمات الرئيسية رائد في Goto.com (سميت لاحقا ب أوفيرتيور سيرفيسز، قبل أن يتم الحصول عليها من قبل ياهو! وتم تغيير اسمه إلى ياهو! سيرتش ماركيتينغ). في حين فشل العديد من منافسيه دوت كوم في سوق الإنترنت الجديدة وارتفعت جوجل بهدوء في مكانة في حين توليد الإيرادات.
إن مدونة سلوك جوجل المعلنة هي «لا تكون شريرا» وهي عبارة ذهبت إلى حد أن تدرج في نشرة IPO (المعروفة أيضا باسم "S-1") في IPO لعام 2004 مشيرا إلى أن «نحن نعتقد بقوة أنه في فترة طويلة على المدى الطويل سوف نخدم بشكل أفضل كمساهمين وبطرق أخرى - من خلال شركة تقوم بأشياء جيدة للعالم حتى لو تخلى عن بعض المكاسب على المدى القصير». وفي عام 2008 أطلقت جوجل نول ويكيبيديا  والتي فشلت بعد أربع سنوات فقط.

## عقد 2010
في عام 2011 أطلقت الشركة خدمة Google+ وهي غزتها الرابعة في الشبكات الاجتماعية بعد Google Buzz (تم إطلاقه عام 2010 وتقاعدت في عام 2011) وجوجل اتصال الأصدقاء (التي أطلقت عام 2008 وتقاعدت في 1 مارس 2012)، وأوركوت (التي بدأت في عام 2004 وتقاعدت في سبتمبر 2014).
اعتبارا من نوفمبر 2014 عملت جوجل أكثر من 70 مكتبا في أكثر من 41 بلدا.

## التمويل والعرض الأولى
تم تأمين أول تمويل لشركة جوجل كشركة في أغسطس 1998 في شكل مساهمة قدرها 100,000 دولار أمريكي من أندي بيكتولشيم المؤسس المشارك لشركة صن مايكروسيستمز نظرا لشركة لم تكن موجودة بعد.
في 7 يونيو 1999، تم الإعلان عن جولة من تمويل رأس المال تبلغ قيمته 25 مليون دولار. والمستثمرون الرئيسيون هم منافسي شركات رأس المال الاستثماري كلاينر بيركنز كوفيلد وبييرز وسيكويا كابيتال. وعلى الرغم من أن غوغل لا تزال بحاجة إلى مزيد من التمويل لمزيد من التوسع، إلا أن برين وبادج كانتا مترددتين في إلقاء نظرة عامة على الشركة وعلى الرغم من مشاكلهما المالية لم يكنوا مستعدين للتخلي عن السيطرة على جوجل.
وعقب اختتام الجولة التمويلية البالغة 25 مليون دولار شجع برين وبدج على توظيف الرئيس التنفيذي واستأجرت إيريك شميدت كأول رئيس تنفيذي لشركة جوجل CEO في مارس 2001.
في أكتوبر / تشرين الأول 2003 أثناء مناقشة إمكانية الاكتتاب العام الأولي للأسهم (IPO) واتصلت ميكروسوفت بالشركة بشراكة محتملة أو اندماج. لم تتحقق الصفقة أبدا وفي يناير 2004 أعلنت جوجل عن توظيف مورغان ستانلي ومجموعة جولدمان ساكس لترتيب IPO وكان من المتوقع أن يرتفع IPO إلى 4 بلايين دولار.
تم تقديم الاكتتاب العام الأولي من غوغل في 19 أغسطس / آب 2004. وقدم ما مجموعه 19,605,052 سهم بسعر 85 دولارا للسهم الواحد. من ذلك وتم طرح 14,142,135 (إشارة رياضية أخرى مثل √2 ≈ 1,4142135) من قبل غوغل و 5,462,917 من خلال بيع الأسهم. وقد رفعت المبيعات 1.67 مليار دولار أمريكي، وأعطت غوغل القيمة السوقية لأكثر من 23 مليار دولار. أصبح العديد من موظفي غوغل أصحاب المراسلات الفورية. كما استفادت شركة ياهو!، وهي منافس لشركة غوغل، من الاكتتاب العام لأنها تمتلك 2.7 مليون سهم من أسهم غوغل.
يتم إدراج الشركة في بورصة بورصة نازداك تحت رمز السهم GOOG.

## النمو 2003-2006

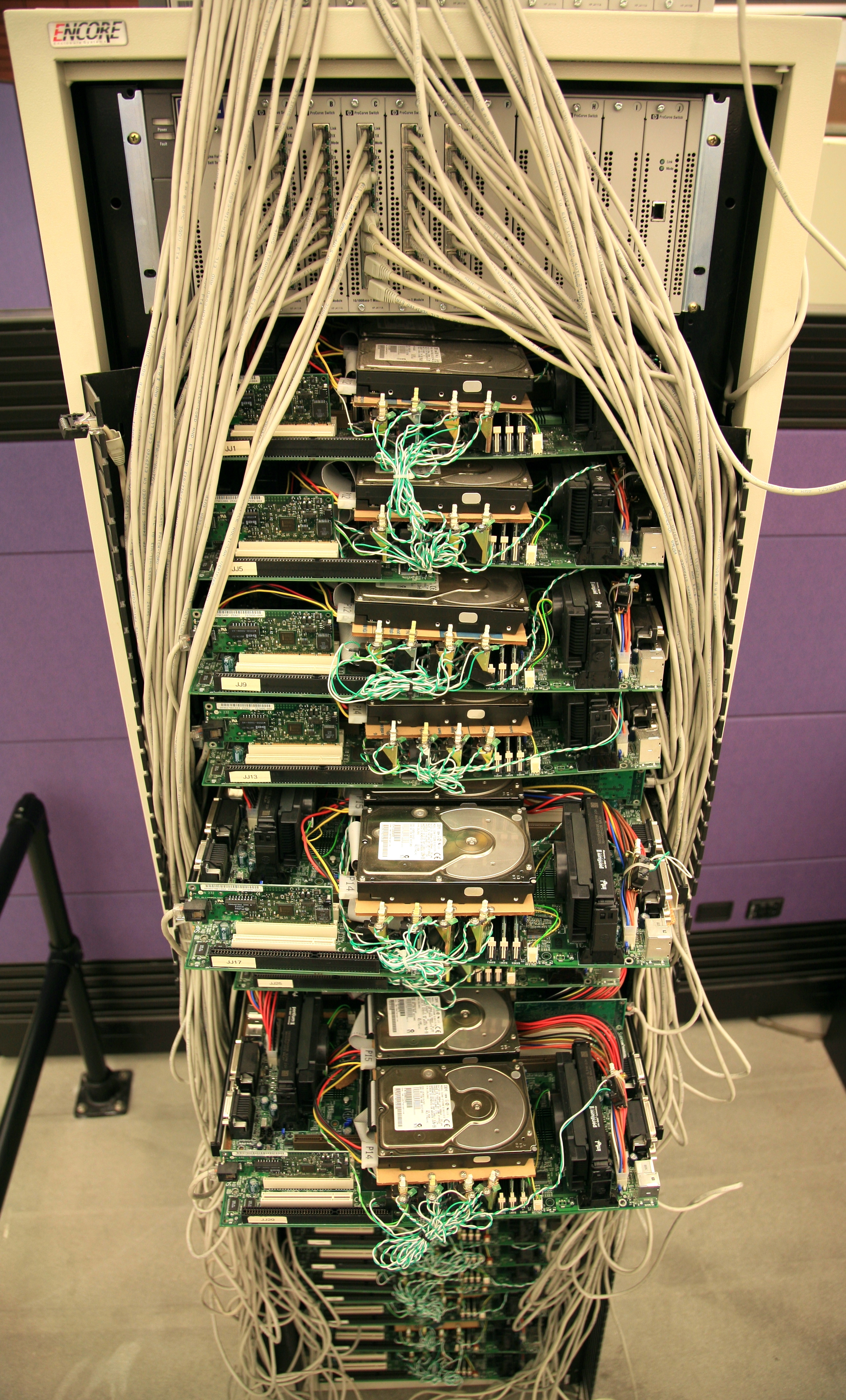
تم إنشاء التكرار الأول لخوادم إنتاج غوغل باستخدام أجهزة غير مكلفة وتم تصميمه ليكون متسامحا مع الأخطاء

في شباط (فبراير) 2003 اشترت جوجل بيرا لابس مالك بلوجر وهو موقع ويب يستضيف سجل الويب واكتسب الاستحواذ قدرة الشركة التنافسية على استخدام المعلومات المستقاة من نشرات المدونة لتحسين سرعة وأهمية المقالات الواردة في منتج مصاحب لمحرك البحث أخبار غوغل.
في فبراير 2004 إسقاط ياهو شراكتها مع غوغل وتوفير محرك بحث مستقل من تلقاء نفسها وهذا يكلف جوحل بعض حصتها في السوق ومع ذلك فإن خطوة ياهو! أبرزت تميز جوجلل الخاص[بحاجة لمصدر] واليوم فإن الفعل «إلى غوغل» قد دخل عددا من اللغات (أولا كفعل عامية والآن ككلمة قياسية) بمعنى «إجراء بحث على الويب» (وهو مؤشر محتمل على أن تصبح «جوجل» علامة تجارية عامة)[بحاجة لمصدر] .
.

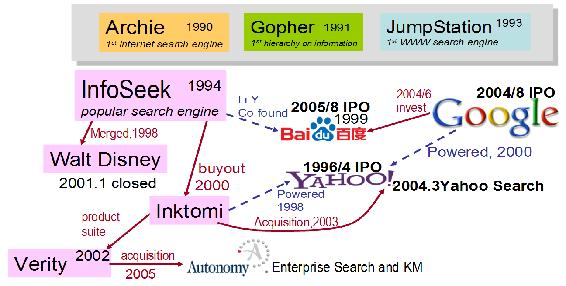
العاقة بين كلا من Google و Baidu و Yahoo

بعد IPO ارتفعت القيمة السوقية ل جوجل بشكل كبير وسعر السهم أكثر من أربعة أضعاف وفي 19 أغسطس / آب 2004 بلغ عدد الأسهم القائمة 172.85 مليون سهم في حين بلغت قيمة «التعويم الحر» 19.60 مليون سهم (مما يجعل نسبة 89 في المائة من الأسهم التي يحتفظ بها المطلعون) وتمتلك غوغل بنية مخزونات من الدرجة الثانية تحصل فيها كل حصة من الفئة ب على عشرة أصوات مقارنة بكل حصة من الفئة «أ» للحصول على واحد. وقالت الصفحة في نشرة أن جوجل لديها «بنية مزدوجة الطبقة التي منحازة نحو الاستقرار والاستقلال والتي تتطلب المستثمرين للمراهنة على الفريق وخاصة سيرجي ولي».
في يونيو 2005 بلغت قيمة غوغل ما يقرب من 52 مليار دولار مما يجعلها واحدة من أكبر شركات الإعلام في العالم من حيث قيمة سوق الأوراق المالية.
في 18 أغسطس 2005 (بعد عام واحد من IPO) أعلنت جوجل أنها ستبيع 14,159,265 (مرجع رياضي آخر π ≈ 3.14159265) والمزيد من الأسهم من أسهمها لجمع المال ومن شأن هذه الخطوة أن تضاعف مخزون غوغل النقدي إلى 7 مليارات دولار وقالت جوجل انها سوف تستخدم المال ل «الاستحواذ على الشركات التكميلية والتكنولوجيات أو الأصول الأخرى».
في 28 سبتمبر / أيلول 2005 أعلنت غوغل عن شراكة بحثية طويلة الأمد مع وكالة ناسا والتي ستشرك غوغل في بناء مركز بحث وتطوير بقيمة 1,000,000 قدم مربع (93000 متر مربع) في مركز أبحاث أميس التابع لوكالة ناسا وفي 31 ديسمبر 2005 كشفت غوغل عن شراكة موسعة - اطلع على الشراكات أدناه.
بالإضافة إلى ذلك في عام 2005 شكلت غوغل شراكة مع صن ميكروسيستمز للمساعدة في مشاركة وتوزيع تقنيات بعضها البعض. وكجزء من الشراكة ستقوم غوغل بتوظيف موظفين للمساعدة في برنامج أوفيس أوبين أوفيس المصدر المفتوح.
مع زيادة حجم جوجل جاء المزيد من المنافسة من كبرى شركات التكنولوجيا السائدة. ومن الأمثلة على ذلك التنافس بين مايكروسوفت وجوجل. كانت ميكروسوفت تروج لمحرك البحث بينغ لمواجهة موقف غوغل التنافسي. وعلاوة على ذلك، تقدم الشركتان بشكل متزايد خدمات متداخلة مثل بريد الويب (غميل مقابل هوتميل) والبحث (سواء عبر الإنترنت أو البحث المحلي على سطح المكتب) والتطبيقات الأخرى (على سبيل المثال، ينافس ويندوز ليف لوكال من ميكروسوفت مع غوغل إيرث). بالإضافة إلى استبدال إنترنت إكسبلورر قامت غوغل بتصميم نظام التشغيل الخاص بنظام التشغيل لينوكس الذي يدعى كروم أوس للتنافس مباشرة مع ميكروسوفت ويندوز. كانت هناك أيضا شائعات عن متصفح ويب من غوغل، تغذى كثيرا من حقيقة أن غوغل كانت مالك اسم النطاق "gbrowser.com". وقد ثبت ذلك لاحقا عندما أصدرت غوغل غوغل كروم. هذا الخلاف الشركات المغلي أكثر من المحاكم عندما كاي فو لي، نائب الرئيس السابق لشركة مايكروسوفت، استقال مايكروسوفت للعمل من أجل جوجل. رفعت ميكروسوفت دعوى قضائية لوقف التحرك من خلال الاستشهاد بعقد لي غير المنافس (كان لديه إمكانية الوصول إلى معلومات حساسة عن خطط مايكروسوفت في الصين) وصلت جوجل ومايكروسوفت إلى تسوية خارج المحكمة في 22 ديسمبر / كانون الأول 2005 وشروطها سرية.
كما أصبح الاحتيال على النقرات مشكلة متزايدة لاستراتيجية عمل جوجل وقال المدير المالي لشركة غوغل جورج رييس في مؤتمر للمستثمرين في ديسمبر / كانون الأول 2004 أن «هناك شيء يجب القيام به حيال هذا حقا بسرعة لأنني أعتقد أنه يحتمل أن يهدد نموذج أعمالنا».
وعلى الرغم من أن السوق الرئيسي للشركة في ساحة المحتوى على الويب، فقد أجرت غوغل تجارب مع أسواق أخرى، مثل المطبوعات الإذاعية والمطبوعة. في 17 يناير 2006 أعلنت جوجل أنها قد اشترت شركة الدعاية والإعلان دمارك الذي يوفر نظام الآلي الذي يسمح للشركات للإعلان على الراديو. كما بدأت غوغل تجربة في بيع إعلانات من معلنيها في الصحف والمجلات دون اتصال، مع إعلانات مختارة في شيكاغو صن تايمز.
وخلال الربع الثالث من عام 2005، قال إيريك شميدت، «نحن لا نفعل الشيء نفسه الذي يفعله الآخرون، لذا إذا حاولت التنبؤ باستراتيجية منتجاتنا ببساطة عن طريق قول ذلك جيدا، ونفس الشيء، انها دائما تقريبا إجابة خاطئة، ونحن ننظر إلى الأسواق كما هي موجودة، ونحن نفترض أنها خدمة جيدة جدا من قبل اللاعبين الحاليين، ونحن نحاول أن نرى مشاكل جديدة وأسواق جديدة باستخدام التكنولوجيا التي يستخدمها الآخرون ونحن نبني.».
بعد أشهر من المضاربة، تمت إضافة غوغل إلى مؤشر ستاندرد آند بورز 500 (S & P 500) في 31 مارس / آذار 2006. وقد حلت شركة غوغل محل شركة برلينغتون ريسورسز وهي منتج رئيسي للنفط يقع مقره في هيوستن وتم الحصول عليه من قبل شركة كونوكوفيليبس. في اليوم التالي للإعلان ارتفع سعر سهم غوغل بنسبة 7٪.

## تحديثات وتطور نظام التصنيف

### التحديثات المبكرة
في مهدها كان هناك حاجة إلى القليل جدا لتحسين محتوى الصفحة تماما في عيون جوجل. مع وجود علاقة عكسية بين موضع الاستعلام (في التسلسل الهرمي لعلامة هتمل) والوزن فإنه ببساطة يغلي لوضع الكلمات الرئيسية الهامة أعلى على التسلسل الهرمي للعلامة HTML. مع هذه الخوارزمية بسيطة نسبيا في مكان، مشرفي المواقع بسرعة اكتشاف الحيل لتعزيز بشكل كبيرSERP (موقف البحث محرك الترتيب). واحدة من الحالات الأولى من كبار المسئولين الاقتصاديين خادعة (SEO) جاء في شكل ربط الكلمة حشو تحت على محتوى الصفحة وكرد على ذلك أزالت غوغل هذه المواقع من فهرسها وهي ممارسة تعود إليها أحيانا كوسيلة لمعاقبة مشرفي المواقع المخادعين الذين يتطلعون إلى خداع النظام وغير أن التغييرات التي تبدو تعسفية في خوارزمية تصنيف الصفحات في غوغل أدت إلى غضب المجتمع ("أعلن الكثيرون عن" وفاة نظام ترتيب الصفحات ") وانخفاضا ملحوظا في دقة نتائج البحث. تعمل غوغل أيضا على إنشاء فهرسها من خلال زحف شهري كبير. لم يقتصر هذا البحث على نتائج البحث في نافذة الشهر الواحد فحسب، بل يعني أيضا أن النتائج ستظهر محتوى لا يحصى. قدم تحديث يطلق عليه اسم "إيفيرفلوكس" الزحف الجديد (الزحف اليومي) لتكملة الزحف الأساسي الأكبر. وأضاف الزحف اليومي طبقة أخرى من الملاءمة (استنادا إلى التاريخ والوقت) إلى ترتيب المحتوى. تناقضات إصدارات الفهرس عبر مراكز البيانات خلال التنفيذ المبكر لمستخدمي Everflux الذعرين الذين رأوا SERPs تتقلب بعنف من يوم لآخر.

### بوسطن / كاساندرا / دومينيك (2003)
شهد تحديث غوغل «بوسطن» في شباط / فبراير 2003 تغييرات خوارزمية كبيرة ووعد بتحديثات متكررة للمؤشرات. «كاساندرا» تميزت بشن هجوم أكثر عدوانية على تقنيات سيو المشبوهة مثل روابط الكلمات الرئيسية المخفية والمخفية من خلال التأكيد على جودة الرابط  وقد اتخذ هذا خطوة أخرى في «دومينيك» التي سعت إلى تحليل نوعية جميع الروابط الخلفية لمنع ثم ممارسة الناشئة من splogging (ممارسة إنشاء محتوى غير حساس خارج الموقع لتعزيز SERP من موقع آخر). لمكافحة ممارسات مثل "Google bombing" (وضع نص غير ذي صلة وغالبا ما تكون سلبية مرساة ربط لمواقع شعبية) دومينيك تينكيرد مع ترجيح النص مرساة في حين التدقيق الصارم الروابط الخلفية والربط الداخلي. وقد تم التعامل مع الاستغلال الذي يربط فيه مشرفي المواقع بالموقع نفسه باستخدام نص ثابت مختلف (مما يسمح لكل من الارتباطين بالمساهمة بشكل غير عادل في ترتيب المواقع على الويب) من خلال السماح لموقع واحد فقط (نظرا لروابط الموقع المكررة مع نص الرابط المختلف) بالارتباط إلى نظام ترتيب الصفحات.

### فريتز / سوبليمنتال إندكس / فلوريدا (2004)
انتهى فريتز من تنفيذ «إEverflux» بمعنى أن مؤشر جوجل سيحصل على درجة من التحديث كل يوم. وأضاف الزحف اليومي طبقة أخرى من الملاءمة (استنادا إلى التاريخ والوقت) لترتيب المحتوى. وتم تصميم إنشاء فهرس تكميلي لإيواء المحتوى الذي شعرت به جوجل غير مناسب تماما في مؤشرها الرئيسي (إما بسبب انخفاض تصنيف الصفحات أو ممارسات الربط الظليلة). وعند تخزين بعض المواقع في فهرس منفصل لم يتم البحث عنه إلا في حالة عدم العثور على تطابق جيد في الفهرس الأساسي، تأمل غوغل في تصفية المحتوى المكرر وغير الموثوق به بسلاسة. وقد نشأت أسئلة حول فعالية نظام متعدد الفهارس (خاصة في تحسين عملية الاستدعاء) ولا يزال من غير الواضح ما إذا كانت غوغل قد احتفظت بهذا النظام أم لا.
بحث جوجل «فلوريدا» بدا أن يكون المثل «الأظافر في نعش» لمستخدمي SEO مع فلوريدا وتم تحديد السياق والملاءمة ليس فقط من خلال ظهور الكلمات الرئيسية، ولكن من المرادفات والمفردات دعم في جميع أنحاء الصفحة. وقد سعى هذا إلى القضاء على إلقاء نصوص الكلمات الرئيسية واردة. وأصبحت الميزات التي تمت تجربتها منذ فترة طويلة، مثل القرب من العبارة والكلمة الرئيسية الجذعية رسمية ويجري الآن معاقبة المستخدمين لاستخدامها بشكل مفرط في استخدام الكلمات الرئيسية التجارية / الشعبية. مع فلوريدا ينزلون بشدة على كبار المسئولين الاقتصاديين، العديد من مشرفي المواقع مع الوجود التجاري على شبكة الإنترنت استغرق ضرب كبير. مجتمع العقارات على وجه الخصوص، أصيب بشدة من التغييرات فلوريدا في التصنيف جوجل في محاولتها لإصلاح واسع الانتشار وأخذت نوعية النتائج ضربة وشعر العديد من أصحاب المواقع أنهم أخذوا قطرات غير مستحقة.

### البحث المخصص (2005)
لإنشاء التخصيص السلس للبحث (خارج الترشيح اليدوي) بدأت جوجل التنصت على المستخدمين تصفح التاريخ لتقديم نتائج شخصية أكثر صلة. واعدة لتنمو مع المستخدمين تصفح التاريخ وأضاف البحث شخصية بعدا جديدا للبحث عن طريق دمج سلوك المستخدم الماضي. كان تنفيذ البحث الشخصي ضربة لأولئك الذين يعتمدون على تقنيات تحسين محركات البحث حيث كان تاريخ تصفح المستخدم عنصرا خارج عن سيطرتهم.

### XML خرائط الموقع (2005)
من خلال السماح لمشرفي المواقع بإنشاء ملفات شمل وإرسالها تملي عناوين ورل المراد الزحف إليها بالإضافة إلى المعلومات الإجرائية المتعلقة بكيفية الزحف إلى الصفحة، وسعت غوغل نطاق فهرسها. توفير جوجل طريقة إضافية لزيادة عضويا التعرض للموقع وجوجل تأمل من شأنه أن يقلل من الحاجة إلى ممارسات SEO.

### بيج دادي (2005)
كان بيج دادي أقل تغيرا في الخوارزميات حيث كان تغيير في بنية غوغل للزحف والفهرسة. سيتم خفض ترتيب الصفحات التي تحتوي على مخططات ربط زائدة ومتبادلة وروابط صادرة وواردة غير ذات صلة في الزاحف الجديد. في حين أن التحديثات السابقة تعاملت مع مسألة موثوقية الوصلة من خلال التغييرات الحسابية وقام بيج دادي بتعديل عدد الصفحات التي كان قد تم الزحف إليها، ثم تمت إضافتها إلى الفهرس وكان عدد الصفحات التي تم الزحف إليها على الموقع يعتمد مرة أخرى على مدى صلة وجودة روابطها.

### البحث الشامل (2007)
وفي أيار (مايو) 2007، نفذت غوغل البحث الشامل في صفحة نتائج الويب القياسية. أصبحت نتائج البحث الآن تجميعا لجميع النتائج ذات الصلة عبر جميع محركات البحث «العمودية» في غوغل، (صور غوغل، فيديو غوغل وما إلى ذلك). مع تنفيذ البحث العالمي، ارتفعت تغطية جميع أنواع المحتوى (وليس مجرد نص) بشكل ملحوظ. أصبح من المهم الآن لتحسين جميع أشكال المحتوى في الموقع وليس فقط محتوى النص في الموقع، مما يزيد من تعقيد واتساع كبار المسئولين الاقتصاديين.

### اقتراح جوجل
وضعت جوجل علامة اقتراح على طلب البحث في الوقت الفعلي وعندما بدأ المستخدمون في إدخال استعلام، ستظهر قائمة بمطابقات الاستعلام المحتملة ديناميكيا أسفل شريط البحث، مما يسمح بعمليات بحث أسرع وأكثر دقة. ووفقا لشركة جوجل تم تتبع ورصد حوالي 2٪ فقط من جميع استفسارات المستخدمين في محاولة لتحسين الخدمة بشكل أفضل مما يثير المخاوف بشأن الخصوصية. وأضافت إضافة اقتراحات فورية بعد ديناميكية أخرى إلى كبار المسئولين الاقتصاديين، كما تنافس مشرفي المواقع الآن لربط موقعهم مع ارتفاع الاستفسارات اقتراح لحظة.

### البحث في الوقت الفعلي (2009)
في كانون الأول (ديسمبر) 2009 قامت غوغل بدمج نتائج البحث في الوقت الفعلي في SERP الرئيسي المحتوى الذي تمت فهرسته حديثا والمحتوى ذو الصلة من وسائل الإعلام الاجتماعية ومصادر الأخبار سيتم إدراجه بشكل ديناميكي في SERP للمستخدم وبالتالي توفير «المحتوى في الوقت الحقيقي». كما أعلنت جوجل رغبتها في إعطاء الأولوية وسائل الاعلام الاجتماعية الأصلية مدفوعة من قبل المستخدم على موثوقية. بالإضافة إلى ذلك تمت إضافة فلتر «تحديثات» منفصل، مما يسمح للمستخدم بتلقي كل المحتوى الوارد من وسائل الإعلام الاجتماعية، والرياضة، ومصادر الأخبار

### الكافيين (2010)
كان الكافيين في غوغل نتيجة لإصلاح شامل لهيكل الفهرسة من غوغل. لاستيعاب انفجار أشكال جديدة من المحتوى (الفيديو، والمحتوى في الوقت الحقيقي، والصور) وتزايد توقعات المستخدمين، تخلى جوجل نظامها الخطي القديم للفهرسة لصالح الكافيين أكثر مرونة، وقادرة على فهرسة الآلاف من الصفحات بالتوازي. لن تقوم غوغل بعد ذلك بتنفيذ عمليات الزحف الطويلة التي تستكملها عمليات الزحف اليومية الأصغر حجما ولكنها ستضيف بدلا من ذلك ديناميكيا إلى فهرسها كلما ظهرت معلومات جديدة. وأفادت التقارير أن الكافيين يقدم محتوى بنسبة 50٪ أكثر من مؤشر غوغل السابق، ويتطلب حوالي 100 مليون غيغابايت من التخزين.

### حادث جسبنى سيو (2011)
في شباط / فبراير 2011 نشرت صحيفة نيويورك تايمز مقالا بعنوان «أسرار البحث القذرة الصغيرة» يوضح بالتفصيل شراء الرابط الخلفي من قبل متاجر الملابس JCPenney. من خلال شراء الآلاف من الروابط الخلفية (غالبا في مواقع غير ذات صلة) هيمن JCPenney على SERP جوجل عبر العديد من الاستفسارات المتعلقة الملابس، وحتى استفسارات تحديد العلامة التجارية (JCPenney تصدرت سامسونايت للاستعلام «سامزونيت كاريون الأمتعة»). ونظرا لتحديثات غوغل السابقة وتركيزها على تحليل الوصلة الخلفية كشف حادث جسبني عن وجود عيوب لا تزال موجودة ضمن خوارزمية ترتيب غوغل وسرعان ما خفضت غوغل موقع البحث في موقع جسبني، مما أدى إلى تعطيل المبيعات عبر الإنترنت. ومنذ ذلك الحين رفعت غوغل خفض الرتبة.

## الاسم
اسم «جوجل» نشأت من خطأ إملائي من «غوغول»  والذي يشير إلى عدد يمثله 1 تليها مائة أصفار بدج وبرين يكتبان في ورقتهما الأصلية عن نظام ترتيب الصفحات:«اخترنا اسم أنظمتنا غوغل لأنه إملائي شائع ل غوغول، أو 10100 ويناسب بشكل جيد هدفنا المتمثل في بناء محركات بحث واسعة النطاق».
هناك استخدامات اسم يعود على الأقل بقدر إنشاء شخصية فكاهية بارني جوجل في عام 1919و استخدم المؤلف البريطاني البريطاني إنيد بليتون عبارة «كعكة غوغل» في شجرة السحر بعيدا (نشرت عام 1941) والفولك من (1946)  وسمى شخصية مهرج «جوجل» في أيام السيرك مرة أخرى (نشرت عام 1942). وهناك أيضا جوجل يبلكس والمفكر دوغلاس آدامز 'دليل هيتشكر إلى المجرة وفي آذار (مارس) 1996 قامت شركة تسمى غروف تراك برودكتيونس بطلب علامة تجارية للولايات المتحدة في «غوغل» لمنتجات مختلفة بما في ذلك عدة فئات من الملابس والألعاب المحشوة وألعاب الطاولة والحلوى. وتخلت الشركة عن تطبيقها في تموز / يوليه 1997 .
بعد أن وجد طريقه بشكل متزايد إلى اللغة اليومية تمت إضافة الفعل «جوجل» إلى قاموس ميريام وبستر كوليجييت وقاموس أوكسفورد الإنجليزي في عام 2006، وهذا يعني «استخدام محرك بحث غوغل للحصول على معلومات على الإنترنت». إن استخدام المصطلح نفسه يعكس مهمته في تنظيم كمية لا حصر لها من المعلومات على شبكة الإنترنت. وفي تشرين الثاني / نوفمبر 2009، سمى مرقاب اللغة العالمي اسم «غوغل» رقم 7 في قائمة أهم كلماته في العقد. في ديسمبر 2009 سلطت هيئة الإذاعة البريطانية الضوء على جوجل في سلسلة «صورة العقد (الكلمات)». في أيار (مايو) 2012 قدم ديفيد إليوت شكوى ضد شركة غوغل مدعيا أن علامة غوغل المميزة مرة واحدة أصبحت علامة عامة وتفتقر إلى أهمية العلامة التجارية نظرا لاستخدامها المشترك كفعل متعدد بعد أن خسر غوغل في إجراءات أودرب التي تتضمن العديد من تسجيلات أسماء النطاقات «ذات الصلة ب غوغل» التي يملكها وسعى إليوت في وقت لاحق إلى إصدار حكم تصريحي بأن أسماء النطاقات له حق، وأنه لا ينتهك أي حقوق لعلامات تجارية تمتلكها غوغل وأن جميع يجب إلغاء علامات غوغل المسجلة في غوغل نظرا لأن «غوغل» هي الآن كلمة عامة شائعة في جميع أنحاء العالم تعني «البحث في الإنترنت»

## الإحسان
في عام 2004 شكلت غوغل جناحا خيريا غير هادف للربح أعطى كل التفاصيل للمستخدم مع هدف غير هادفة للربح وعزم على عكس Google.org، مما يعطيها صندوق البداية من مليار دولار. وتتمثل المهمة الصريحة للمنظمة في المساعدة في قضايا تغير المناخ (انظر أيضا الاحترار العالمي) والصحة العامة العالمية والفقر العالمي ومن بين مشاريعها الأولى تطوير مركبة كهربائية هجينة قابلة للحياة يمكن أن تصل إلى 0.24 لتر / 10 كم.

## الشراكات
عملت جوجل مع العديد من الشركات من أجل تحسين الإنتاج والخدمات. في 28 أيلول (سبتمبر) 2005 أعلنت شركة غوغل عن شراكة بحثية طويلة الأمد مع وكالة ناسا والتي ستشارك غوغل في بناء مركز بحث وتطوير بقيمة 1,000,000 قدم مربع (93000 متر مربع) في مركز أبحاث إميس التابع لوكالة ناسا. تخطط ناسا وجوجل للعمل معا على مجموعة متنوعة من المجالات وبما في ذلك إدارة البيانات على نطاق واسع والمحاسبة الموزعة على نطاق واسع والتقارب الحيوي لمعلومات النانو وتشجيع صناعة الفضاء وسيشمل المبنى الجديد أيضا المختبرات والمكاتب والإسكان لمهندسي غوغل. في أكتوبر 2006، شكلت غوغل شراكة مع صن مايكروسيستمز للمساعدة في تبادل وتوزيع تقنيات بعضها البعض وكجزء من الشراكة ستقوم غوغل بتوظيف موظفين لمساعدة برنامج أوفيس أوبين أوفيس المصدر المفتوح.
كشفت وحدة تايم وارنر إيه أو إل وغوغل عن شراكة موسعة في 21 ديسمبر 2005 بما في ذلك شراكة إعلانية عالمية معززة واستثمار بقيمة مليار دولار أمريكي من قبل غوغل للحصول على حصة 5٪ في أول. كجزء من التعاون تعتزم غوغل العمل مع أول على البحث عن الفيديو وتقديم خدمة أول-قسط في فيديو غوغل. لم يسمح هذا لمستخدمي فيديو غوغل بالبحث عن خدمات الفيديو المتميز من أول كما ستزيد الإعلانات على الشبكة الإعلانية من غوغل.
في أغسطس 2006 وقعت غوغل عرضا بقيمة 900 مليون دولار مع وحدة نيوز كوربوريشن لتوفير البحث والإعلان على موقع ميسباس ومواقع نيوز كوربوريشن الأخرى بما في ذلك آي جي إن و AmericanIdol.com و Fox.com والطماطم الفاسدة وعلى الرغم من أن فوكس الرياضة ليست مدرجة كصفقة موجودة بالفعل بين نيوز كوربوريشن وإم إس إن.
في 6 ديسمبر 2006 نشرت شركة سكاي برودكاستينغ البريطانية تفاصيل تحالف سماء وجوجل. يتضمن هذا ميزة ستربط غميل ب سكاي وتستضيف خدمة بريد ل سكاي وتتضمن نطاق البريد الإلكتروني "@ sky.com".
في عام 2007 قامت غوغل بتهجير أمريكا أون لاين كشريك رئيسي وراعي لبرنامج NORAD Tracks Santa  تم استخدام غوغل إيرث لأول مرة لإعطاء زوار الموقع انطباعا بأنهم يتابعون تقدم سانتا كلوز في 3D. كما حقق البرنامج وجوده على يوتوب في عام 2007 كجزء من شراكته مع غوغل.
في يناير 2009 أعلنت شركة غوغل عن شراكة مع المجلس البابوي للاتصالات الاجتماعية مما سمح للبابا بأن يكون له قناته الخاصة على يوتيوب.
في يناير 2013 أعلنت غوغل عن شراكة مع كيا موتورز وهيونداي. وتدمج الشراكة خرائط غوغل ومكانها في نماذج السيارات الجديدة التي ستصدر في وقت لاحق من عام 2013.

### .mobi نطاق المستوى الأعلى (2007)
وبالتنسيق مع العديد من الشركات الكبرى بما في ذلك مايكروسوفت ونوكيا وإل جى وسامسونغ وإريسون، قدمت غوغل دعما ماليا في إطلاق نطاق المستوى الأعلى .mobi الذي تم إنشاؤه خصيصا للإنترنت عبر الهاتف النقال مشيرا إلى أنه يدعم النطاق الجديد الإرشاد للمساعدة في وضع المعايير التي ستحدد مستقبل محتوى الجوال وتحسين تجربة مستخدمي غوغل. في مطلع عام 2006، أطلقت غوغل Google.mobi وهي بوابة بحث للجوال تقدم العديد من منتجات غوغل للجوال، بما في ذلك الإصدارات المخزنة من تطبيقاتها وخدماتها لمستخدمي الجوال. في 17 أيلول (سبتمبر) 2007 أطلقت غوغل «أدسنز للجوال»، وهي خدمة لشركائها في النشر توفر القدرة على تحقيق الدخل من مواقع ويب الجوال من خلال استهداف الإعلانات النصية للجوال. أيضا في سبتمبر، حصلت جوجل على موقع التواصل الاجتماعي المحمول Zingku.mobi إلى «تزويد الناس في جميع أنحاء العالم مع إمكانية الوصول المباشر إلى تطبيقات غوغل وفي نهاية المطاف المعلومات التي تريدها وتحتاج إليها، والحق من أجهزتهم النقالة.».

## المعارك القانونية

### غونزاليس ضد جوجل
يوم الأربعاء 18 يناير (كانون الثاني) 2006، قدمت وزارة العدل الأمريكية طلباً لإجبار محكمة مقاطعة الولايات المتحدة في سان خوسيه على التماس أمر محكمة يجبر شركة محرك البحث غوغل على تسليم «عينة عشوائية متعددة المراحل من واحدة مليون من عنوان URL» من قاعدة بيانات غوغل وملف كمبيوتر يحتوي على «نص كل سلسلة بحث تم إدخاله على محرك بحث غوغل خلال فترة أسبوع واحد (بدون أي معلومات تحدد هوية الشخص الذي أدخل هذا الاستعلام)». كانت سياستها دائما ضمان خصوصية المستخدمين وعدم الكشف عن هويته، وطعن في أمر استدعاء. في 18 آذار (مارس) 2006، قضى قاضٍ فيدرالي بأنه في حين يتعين على غوغل تسليم 50000 عنوان يو آر إل عشوائي فإن وزارة العدل لم تفِ بالعبء الضروري لإجبار غوغل على الكشف عن أي عبارات بحث يدخلها مستخدموها في غوغل.

### شركة بيدروك لتكنولوجيا الكمبيوتر ضد شركة جوجل
حصلت هيئة محلفين في تكساس على 5 ملايين دولار من شركة بيدروك لتكنولوجيا الكمبيوتر في دعوى قضائية أقيمت ضد شركة غوغل. وزعم أن البراءة غطت استخدام جدول هاش مع جمع القمامة والتسلسل منفصلة في نواة لينكس وريد هات، قامت الشركتان بتسوية القضية في وقت لاحق وأخلت المحكمة الحكم .

## المملكة المتحدة التحقيق تجنب الضرائب
في نوفمبر 2012 أعلنت حكومة المملكة المتحدة عن خطط للتحقيق مع جوجل، جنبا إلى جنب مع ستاربكس وأمازون (شركة) من أجل تجنب الضرائب المحتملة. في 20 يناير 2016 أعلنت جوجل أنها ستدفع 130 مليون جنيه استرليني في الضرائب الخلفية لتسوية التحقيق. ومع ذلك بعد 8 أيام فقط تم الإعلان عن أن غوغل قد ينتهي الأمر بدفع المزيد وكان مسؤولو الضرائب في المملكة المتحدة قيد التحقيق لما يسمى «صفقة حبيبته» لشركة غوغل.